# Լ

Լとլ

筆記体

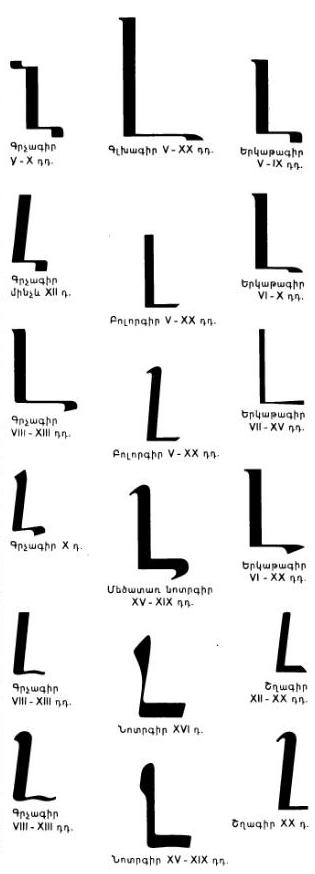
Լとլの様々な書体

Լ, լ（アルメニア語: լյունまたはլիւն、発音はliunまたはlün）は、アルメニア文字の12番目の文字である。405年ごろにメスロプ・マシュトツによって作成されたと見られる。

## 使用
東アルメニア語・西アルメニア語では有声歯茎側面接近音[l]を表す。記数法では30を表す。東アルメニア語のラテン文字転写では「L」と記す。
アルメニア語の動詞の原形は必ずこの文字で終わる。

## 書体

## 符号位置
| 文字 | Unicode | JIS X 0213 | 文字参照        | 備考 |
| ---- | ------- | ---------- | --------------- | ---- |
| Լ    | U+053C  | -          | &#x53C; &#1340; |      |
| լ    | U+056C  | -          | &#x56C; &#1388; |      |